# Nicholas Lens
Nicholas Lens (Ieper) is een Belgisch componist van hedendaagse muziek, vooral bekend van zijn opera's. Zijn werk is uitgegeven door Schott Music en Mute Ltd en gedistribueerd door Universal Music Group en  Sony BMG. In 2020 tekende Nicholas Lens bij Deutsche Grammophon.
Lens woont afwisselend in Brussel en Venetië. Hij is ook de auteur van de roman 'Het bed van lucht' uitgegeven bij Borgerhoff & Lamberigts . Lens heeft een dochter, de in Berlijn gevestigde schilderes Clara-Lane Lens.

## Oeuvre

### Opera's
- Is this the Gate?,[9][10] opera met libretto van John Maxwell Coetzee gebaseerd op het hoofdstuk At the gate van zijn roman Elizabeth Costello, wereldpremière in maart 2024 op het Adelaide Festival, Australië
- L.I.T.A.N.I.E.S, trance-minimalistische kameropera met libretto van Nick Cave, geschreven en geproduceerd door Nicholas Lens & Nick Cave, release door Deutsche Grammophon[11][12][13][14]
- Shell Shock, opera met libretto van Nick Cave, wereldpremière op 24 Oktober 2014 in de Koninklijke Muntschouwburg De Munt[15][16][17][18]
- Slow Man,[19][20] opera met libretto van John Maxwell Coetzee gebaseerd op zijn roman Langzame man,[21] wereldpremière op 5 juli 2012 op het Malta Festival, Operahuis Grand Theatre, Poznań[22][23][24][25][26][27][28]

### Vokale en kamermuziek
- The Puppet Designer (Der Bashafer fun Marionetn) voor bariton en kamerorkest, live  Unesco concert (The Power of Culture, Festival Juni 18, 1996), gepubliceerd door Schott Music 2006, componist en librettist [29]
- Wired, theater kamermuziek harp en soprano, première in Peking, China op 5 December 2006, componist en librettist.[3]
- De trilogie The Accacha Chronicles (2005),[30][31] voor sopraan, tenor, contratenor, mezzo-sopraan, bariton, bas , male actor, klein koor, gemengd koor en kamerorkest, Sony BMG 82876 66239 2, gepubliceerd door Schott Music[32]
  1. Flamma Flamma – The Fire Requiem (1994), Sony Classical SK 66293 [33][34]
  2. Terra Terra – The Aquarius Era (1999), componist en librettist, BMG Classics 74321 697182
  3. Amor Aeternus – Hymns of Love (2005), componist en librettist, Sony BMG 82876 66238 2
- Orrori dell'Amore (1995) voor sopraan, bariton, contratenor en kamerorkest, CD release door Sony Classical (SK 62016), componist en librettist, gepubliceerd door Schott Music.[35]

### Studieboeken
- 100 Etudes, Exercises and Simple Tonal Phrases for Piano (Volume I and volume II), gepubliceerd door Schott Music.[36]
- Venticinque Movimenti per Contrabbasso solo (25 Movements for solo double bass), gepubliceerd door Schott Music.[37]

### Filmrealisator en filmmuziekcomponist
- De film (22 min.) Love Is the Only Master I'll Serve, wereldpremière op het Brooklyn International Film Festival] New York, Juni 2006, regisseur, scenarist, componist, producent[38]
- De soundtrack van Mein erstes Wunder, een film van Anne Wild, wereldpremière op het Berlin International Film Festival, 2003, componist [39]
- De soundtrack van ‘’Marie Antoinette is not dead’’, een film van Irma Achten, wereldpremière op Rotterdam International Film Festival, 1996, componist[40]